# Platanus racemosa
Espèce
Statut de conservation UICN

LC : Préoccupation mineure
Platanus racemosa est une espèce d'arbres à feuilles caduques de la famille des Platanaceae.
Cet arbre est originaire de Californie, où il se développe dans des zones ripariennes, des gorges, des lits majeurs, des sources ainsi qu'au long des rivières de différents habitats.

## Description

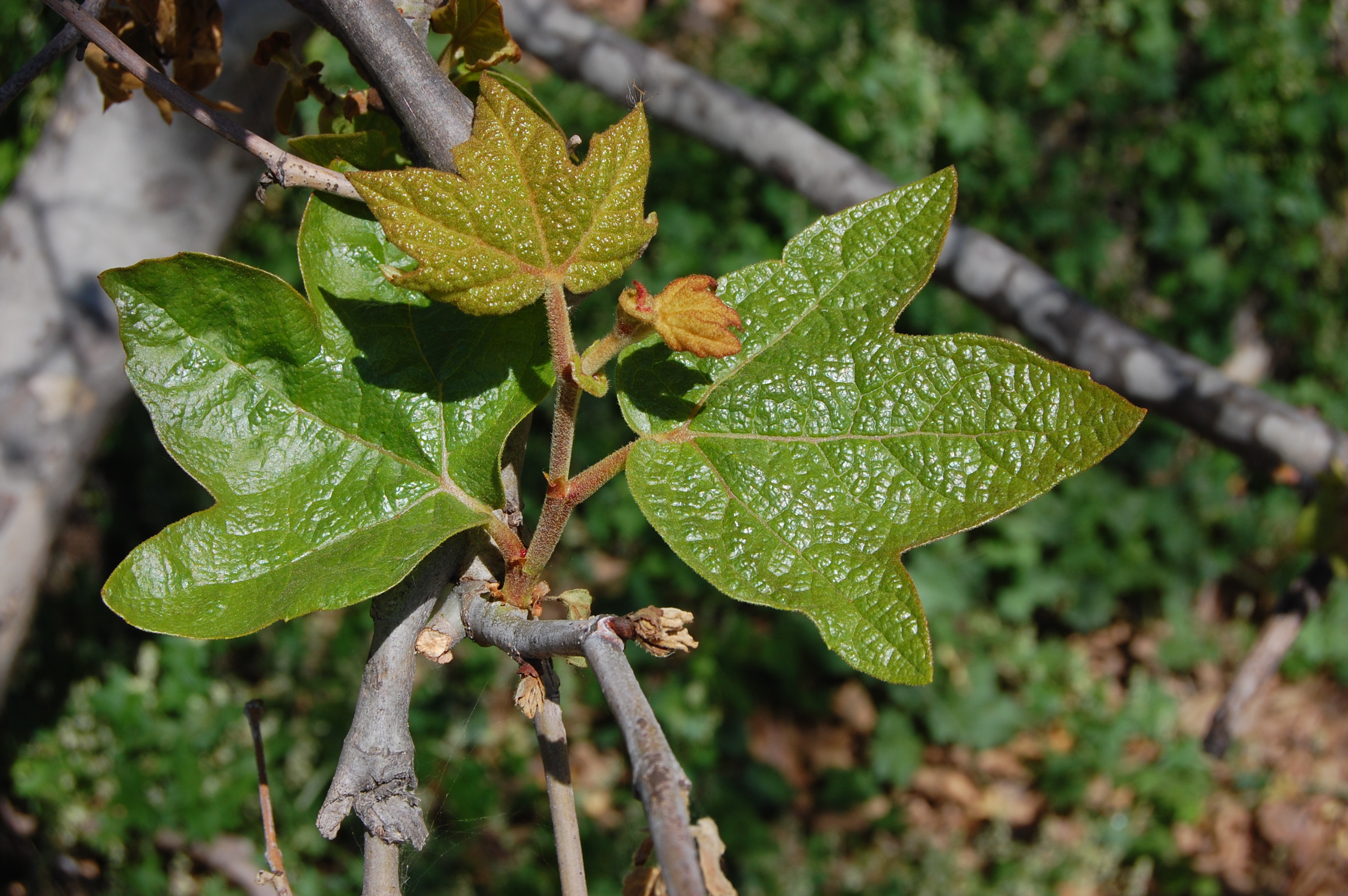
Détails des feuilles.

Cet arbre imposant atteint les 35 mètres de hauteur, avec un tronc pouvant dépasser un mètre de diamètre. Le tronc est généralement divisé en deux branches principales donnant plusieurs ramifications. L'écorce présente une coloration disparate, avec du blanc, beige fauve, gris rosâtre et marron pâle, elle s'assombrit au fur et à mesure que l'arbre vieillit. 
C'est un arbre caduc, dont les feuilles font huit centimètres de largeur, et qui présentent trois à cinq lobes pointus. En automne, les feuilles prennent une coloration orange et tombent par grandes quantités. L'inflorescence est composée de quelques capitules sphériques mesurant un centimètre de diamètre environ. Les têtes de fleurs femelles se développent en grappes de fruits sphériques qui sont composés chacun de plusieurs akènes poilus.
De nombreuses espèces d'oiseaux se nourrissent de ses fruits, quelques espèces de mammifères mâchent ses brindilles et son écorce. Certaines personnes peuvent être allergiques à son pollen et aux fins poils qui recouvrent les feuilles.
Le bois est dur et présente des grains grossiers, le rendant difficile à extraire et à travailler, il est utilisé par les bouchers comme billot de découpe.

## Dans la culture populaire
Au début du roman de John Steinbeck, Des souris et des hommes (Of Mice and Men), les personnages George et Lennie s'abritent sous un sycomore californien, sur les berges du fleuve Salinas.

## Systématique
Le nom scientifique de ce taxon est Platanus racemosa, choisi par le botaniste anglo-américain Thomas Nuttall, en 1842.
Platanus racemosa a pour synonymes :
- Platanus californica Benth.[2],[3]
- Platanus occidentalis Hook. & Arn.[2],[3]
- Platanus orientalis var. racemosa (Nutt.) Kuntze[3]